# Верешкин, Аркадий Евтихьевич
Аркадий Евтихьевич Верешкин (15 августа 1935 года, Смоленск — 24 марта 2021 года Санкт-Петербург) — советский и российский ученый и инженер, известный своим вкладом в развитие телевизионных систем. Главный конструктор телевизионной аппаратуры оптико-электронного комплекса комплекса наблюдения за космическим пространством «Окно». Лауреат Государственной премии Российской Федерации (за 2004 год), кандидат технических наук. Скончался 24 марта 2021 2021 года (85 лет), похоронен на Кузьмоловском кладбище (пос. Кузьмолово, Ленинградская область).  

## Биография

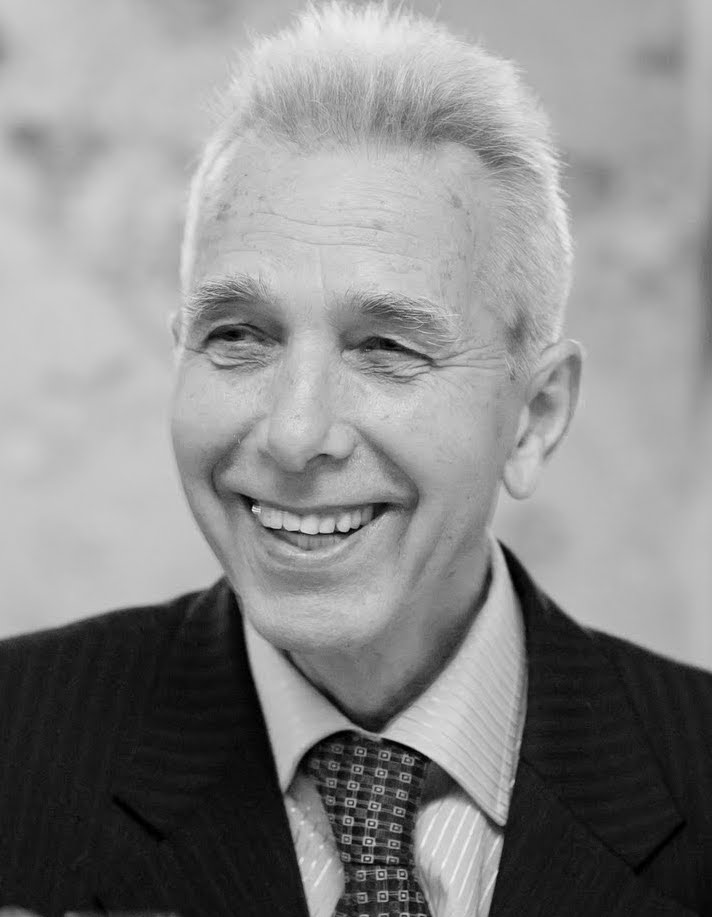
Верешкин Аркадий Евтихьевич

Родился 15 августа 1935 года в Смоленске в семье рабочего. Там же прошло детство. Закончил Смоленскую школу №1. В 1960 году с отличием окончил Ленинградский политехнический институт (сейчас Санкт-Петербургский политехнический университет Петра Великого).

## Научная деятельность
После окончания института пришел на работу во Всесоюзный научно-исследовательский институт телевидения (ВНИИИТ), где прошёл путь от инженера до руководителя научно-технического комплекса.
В 1964 году защитил кандидатскую диссертацию на тему линейных цифровых фильтров, ему была присуждена степень кандидата технических наук. В 1973 году в издательстве «Советское радио» вышла книга А.Е. Верешкина «Линейные цифровые фильтры и методы их реализации», написанная им в соавторстве с В.Я. Катковником. Этой своей работой  он внес значительный вклад в развитие теории и практики квантовых цифровых фильтров для различных систем автоматического управления.
В ноябре 1978 года А.Е. Верешкин был назначен главным конструктором по созданию комплекса телевизионной аппаратуры для оптико-электронного комплекса контроля космического пространства «Окно», и оставался главным конструктором комплекса до конца своей жизни. 

## Награды
- Заслуженный машиностроитель РФ (1996)[1].
- В 2004 году за работу по разработке и созданию комплекса «Окно» А.Е. Верешкин получил Государственную премию Российской Федерации[2].

## Сочинения
- Линейные цифровые фильтры, и методы их реализации. А.Е. Верешкин, В.Я. Катковник. Советское радио. 1973.
- Наша жизнь. Наши дела. Воспоминания о работе и о жизни страны в период 1975-2014 гг. А.Е.Верешкин. Политех-Пресс. Санкт-Петербург. 2020.

## Семья
Отец — Верешкин Евтихий Михеевич, рабочий. Мать — Верешкина (Зубрицкая) Ефросинья Семеновна, домохозяйка. Дед по материнской линии Зубрицкий Семен Анисимович (родился в 1876 году, дер. Шишкино Смоленской области) арестован 6 марта 1938 года по ст. 58-10, расстрелян 31 марта 1938 года на месте массовых расстрелов в лесу недалеко от деревни Катынь (Смоленская область). В 2000-м году на месте расстрелов открыт Мемориальный комплекс.

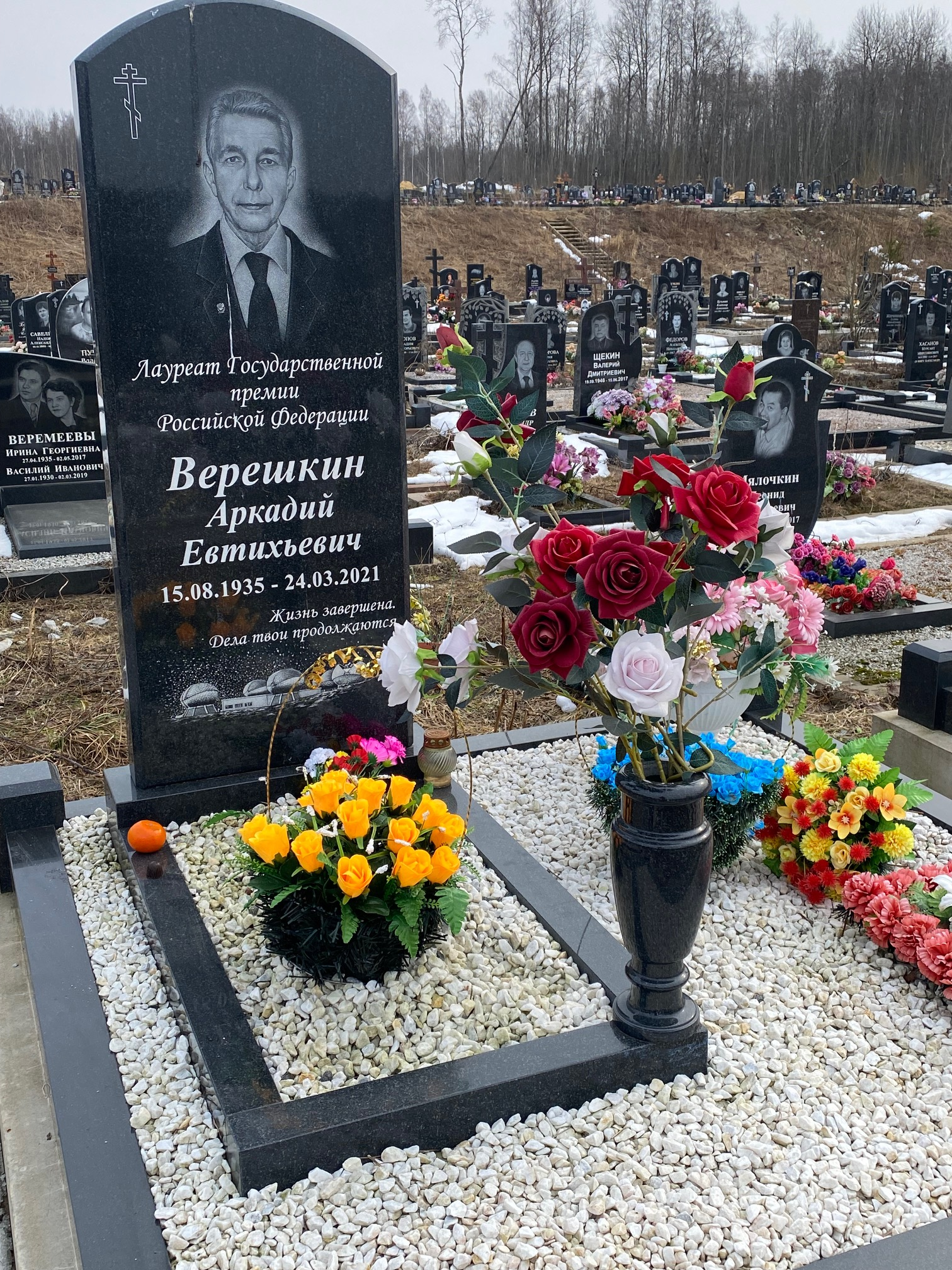
Место захоронения А.Е.Верешкина. Кузьмоловское кладбище.